# Il conte di Bréchard
Pour plus de détails, voir Fiche technique et Distribution.
Il conte di Bréchard est un film dramatique historique italien réalisé par Mario Bonnard et sorti en 1938.
C'est une adaptation de la pièce de théâtre homonyme créée en 1924 par Giovacchino Forzano.

## Synopsis
En pleine Révolution française, un serviteur du comte de Bréchard prend la tête du Comité de salut public. Le serviteur avait été renvoyé quelque temps auparavant pour vol et, pour se venger et humilier le noble, il l'oblige à prendre pour épouse une fille du peuple sous peine de guillotine. Le comte accepte et choisit la fille de son adversaire, qui travaille comme servante au château. De cette façon, le comte peut retourner au château et en même temps collaborer avec le serviteur dans la gestion peu claire du vaste domaine. En fait, des accords sont passés avec des agents étrangers pour ne pas cultiver la terre, ce qui entraîne une pénurie de nourriture pour la population. Le comte se dénonce non seulement lui-même mais aussi son partenaire, accomplissant ainsi sa vengeance, mais la servante veut aussi partager la peine avec lui et se fait arrêter comme complice. Ils se retrouvent en prison où le comte admet que son comportement était digne de la comtesse de Bréchard. Les deux hommes sont libérés peu après, après la chute de Robespierre le 8 thermidor an II (26 juillet 1794).

## Fiche technique
- Titre original italien : Il conte di Bréchard[1]
- Réalisateur : Mario Bonnard
- Scénario : Mario Bonnard, Ivo Perilli, Aldo Vergano, Amedeo Castellazzi d'après la pièce de théâtre homonyme de Giovacchino Forzano
- Photographie : Václav Vích
- Montage : Eraldo Da Roma
- Musique : Giulio Bonnard (it)
- Décors : Virgilio Marchi (it), Antonio Luzzi
- Costumes : Virgilio Marchi (it), Mario Rappini
- Sociétés de production : Euro International Film (it), Amato Film
- Pays de production :  Royaume d'Italie
- Langue originale : italien
- Format : Noir et blanc - 1,37:1 - Son mono - 35 mm
- Durée : 95 minutes
- Genre : Drame historique
- Dates de sortie :
  - Royaume d'Italie : janvier 1938 (visa délivré le 24 décembre 1937[1])

## Distribution
- Amedeo Nazzari : François de Bréchard
- Luisa Ferida : Maria
- Ugo Ceseri : Pérault
- Camillo Pilotto : Licurgo
- Mario Ferrari : Socrates
- Maria Donati : Euterpe
- Romano Calò Gastel
- Carlo Tamberlani : Carlo, le vicomte de Bréchard
- Armando Migliari : Roberto
- Franco Coop : Matteo
- Tina Lattanzi : Marie-Antoinette
- Febo Mari : Richard
- Giorgio Capecchi : Gerly
- Aristide Garbini : le notaire Grange
- Floriana Morresi : la Comtesse
- Giovanni Dal Cortivo
- Dirce Bellini
- Vinicio Sofia
- Carlo Duse
- Aldo Pini
- Eduardo Passarelli
- Cesare Zoppetti
- Mario Pucci
- Guglielmo Morresi
- Aldo Fiorelli
- Massimo Pianforini
- Thea Daris
- Bianca Stagno Bellincioni
- Vittorio Rossi Pianelli
- Silvio Bagolini
- Bruno Smith
- Guglielmo Leoncini
- Giovanni Ferrari
- Celio Bucchi
- Luigi Zerbinati
- Elodia Maresca
- Enrico Gozzo
- Diego Pozzetto
- Giovanni Carlo Giacchetti
- Vera Barsoukoff